# Ranunculus laestadii
Ranunculus laestadii är en ranunkelväxtart som beskrevs av S. Ericsson. Ranunculus laestadii ingår i släktet ranunkler, och familjen ranunkelväxter. Inga underarter finns listade i Catalogue of Life.